# 계약인수
계약인수란 계약상 지위의 양도, 양수인 바 민법상 명문의 규정은 없으나 사적자치의 원칙상 이를 허용하는 데 의문이 없다 계약당사자로서의 지위의 승계를 목적으로 하는 계약인수는 3면 계약으로 이루어지는 것이 통상적이나, 관계 당사자 중 2인의 합의와 나머지 당사자가 이를 동의 내지 승낙하는 방법으로도 가능하다

## 판례
종전의 判例는 소유권이전등기청구권을 채권적 청구권으로 보면서도 ‘3자 합의설’의 이론구성에 의거하여 그 양도성을 제한하여 왔는데 최근 判例는 또 다른 논거로서 매매로 인한 소유권이전등기청구권은 그 ‘이행과정에 신뢰관계’가 따른다는 것을 이유로 (특별한 사정이 없는 이상 권리의 성질상 양도가 제한되어) 통상의 채권양도와 달리 채무자에 대한 통지만으로는 채무자에 대한 대항력이 생기지 않으며 반드시 채무자의 동의나 승낙을 받아야 대항력이 생긴다<re>대판 2001.10.9, 2000다51216</ref>